# Flatida inornata
Flatida inornata är en insektsart som först beskrevs av Walker 1851.  Flatida inornata ingår i släktet Flatida och familjen Flatidae. Inga underarter finns listade i Catalogue of Life.